# Lernaeodiscus porcellanae
Lernaeodiscus porcellanae is een krabbezakjessoort uit de familie van de Lernaeodiscidae. De wetenschappelijke naam van de soort is voor het eerst geldig gepubliceerd in 1862 door Müller.